# Tetragnatha moulmeinensis
Tetragnatha moulmeinensis là một loài nhện trong họ Tetragnathidae.
Loài này thuộc chi Tetragnatha. Tetragnatha moulmeinensis được miêu tả năm 1921 bởi Gravely.